# Listă cu cele mai bune romane din SUA în anii 1900
| 1900 | 1900                           | 1900                  |
| #    | Titlu                          | Autor                 |
| ---- | ------------------------------ | --------------------- |
| 1.   | To Have and to Hold            | Mary Johnston         |
| 2.   | Red Pottage                    | Mary Cholmondeley     |
| 3.   | Unleavened Bread               | Robert Grant          |
| 4.   | The Reign of Law               | James Lane Allen      |
| 5.   | Eben Holden                    | Irving Bacheller      |
| 6.   | Janice Meredith                | Paul Leicester Ford   |
| 7.   | The Redemption of David Corson | Charles Frederic Goss |
| 8.   | Richard Carvel                 | Winston Churchill     |
| 9.   | When Knighthood Was in Flower  | Charles Major         |
| 10.  | Alice of Old Vincennes         | Maurice Thompson      |

| 1901 | 1901                    | 1901                   |
| #    | Titlu                   | Autor                  |
| ---- | ----------------------- | ---------------------- |
| 1.   | The Crisis              | Winston Churchill      |
| 2.   | Alice of Old Vincennes  | Maurice Thompson       |
| 3.   | The Helmet of Navarre   | Bertha Runkle          |
| 4.   | The Right of Way        | Gilbert Parker         |
| 5.   | Eben Holden             | Irving Bacheller       |
| 6.   | The Visits of Elizabeth | Elinor Glyn            |
| 7.   | The Puppet Crown        | Harold MacGrath        |
| 8.   | Richard Yea-and-Nay     | Maurice Hewlett        |
| 9.   | Graustark               | George Barr McCutcheon |
| 10.  | D'ri and I              | Irving Bacheller       |

| 1902 | 1902                          | 1902                                    |
| #    | Titlu                         | Autor                                   |
| ---- | ----------------------------- | --------------------------------------- |
| 1.   | The Virginian                 | Owen Wister                             |
| 2.   | Mrs. Wiggs of Cabbage Patch   | Alice Caldwell Hegan (Alice Hegan Rice) |
| 3.   | Dorothy Vernon of Haddon Hall | Charles Major                           |
| 4.   | The Mississippi Bubble        | Emerson Hough                           |
| 5.   | Audrey                        | Mary Johnston                           |
| 6.   | The Right of Way              | Gilbert Parker                          |
| 7.   | The Hound of the Baskervilles | Arthur Conan Doyle                      |
| 8.   | The Two Vanrevels             | Booth Tarkington                        |
| 9.   | The Blue Forever              | Henry van Dyke                          |
| 10.  | Sir Richard Calmady           | Lucas Malet                             |

| 1903 | 1903                                       | 1903                  |
| #    | Titlu                                      | Autor                 |
| ---- | ------------------------------------------ | --------------------- |
| 1.   | Lady Rose's Daughter                       | Mary Augusta Ward     |
| 2.   | Gordon Keith                               | Thomas Nelson Page    |
| 3.   | The Pit                                    | Frank Norris          |
| 4.   | Lovey Mary                                 | Alice Hegan Rice      |
| 5.   | The Virginian                              | Owen Wister           |
| 6.   | Mrs. Wiggs of the Cabbage Patch            | Alice Hegan Rice      |
| 7.   | The Mettle of the Pasture                  | James Lane Allen      |
| 8.   | Letters of a Self-Made Merchant to His Son | George Horace Lorimer |
| 9.   | The One Woman                              | Thomas Dixon, Jr.     |
| 10.  | The Little Shepherd of Kingdom Come        | John Fox, Jr.         |

| 1904 | 1904                                | 1904                     |
| #    | Titlu                               | Autor                    |
| ---- | ----------------------------------- | ------------------------ |
| 1.   | The Crossing                        | Winston Churchill        |
| 2.   | The Deliverance                     | Ellen Glasgow            |
| 3.   | The Maquerader                      | Katherine Cecil Thurston |
| 4.   | In the Bishop's Carriage            | Miriam Michelson         |
| 5.   | Sir Mortimer                        | Mary Johnston            |
| 6.   | Beverly of Graustark                | George Barr McCutcheon   |
| 7.   | The Little Shepherd of Kingdom Come | John Fox, Jr.            |
| 8.   | Rebecca of Sunnybrook Farm          | Kate Douglas Wiggin      |
| 9.   | My Friend Prospero                  | Henry Harland            |
| 10.  | The Silent Places                   | Stewart Edward White     |

| 1905 | 1905                         | 1905                                |
| #    | Titlu                        | Autor                               |
| ---- | ---------------------------- | ----------------------------------- |
| 1.   | The Marriage of William Ashe | Mary Augusta Ward                   |
| 2.   | Sandy                        | Alice Hegan Rice                    |
| 3.   | The Garden of Allah          | Robert Hichens                      |
| 4.   | The Clansman                 | Thomas Dixon, Jr.                   |
| 5.   | Nedra                        | George Barr McCutcheon              |
| 6.   | The Gambler                  | Katherine Cecil Thurston            |
| 7.   | The Maquerader               | Katherine Cecil Thurston            |
| 8.   | The House of Mirth           | Edith Wharton                       |
| 9.   | The Princess Passes          | C.N. Williamson and A.M. Williamson |
| 10.  | Rose o' the River            | Kate Douglas Wiggin                 |

| 1906 | 1906                            | 1906                   |
| #    | Titlu                           | Autor                  |
| ---- | ------------------------------- | ---------------------- |
| 1.   | Coniston                        | Winston Churchill      |
| 2.   | Lady Baltimore                  | Owen Wister            |
| 3.   | The Fighting Chance             | Robert W. Chambers     |
| 4.   | The House of a Thousand Candles | Meredith Nicholson     |
| 5.   | Jane Cable                      | George Barr McCutcheon |
| 6.   | The Jungle                      | Upton Sinclair         |
| 7.   | The Awakening of Helena Ritchie | Margaret Deland        |
| 8.   | The Spoilers                    | Rex Beach              |
| 9.   | The House of Mirth              | Edith Wharton          |
| 10.  | The Wheel of Life               | Ellen Glasgow          |

| 1907 | 1907                          | 1907                    |
| #    | Titlu                         | Autor                   |
| ---- | ----------------------------- | ----------------------- |
| 1.   | The Lady of the Decoration    | Frances Little          |
| 2.   | The Weavers                   | Gilbert Parker          |
| 3.   | The Port of Missing Men       | Meredith Nicholson      |
| 4.   | The Shuttle                   | Frances Hodgson Burnett |
| 5.   | The Brass Bowl                | Louis J. Vance          |
| 6.   | Satan Sanderson               | Hallie Erminie Rives    |
| 7.   | The Daughter of Andreson Crow | George Barr McCutcheon  |
| 8.   | The Younger Set               | Robert W. Chambers      |
| 9.   | The Doctor                    | Ralph Connor            |
| 10.  | Half a Rogue                  | Harold MacGrath         |

| 1908 | 1908                           | 1908                    |
| #    | Titlu                          | Autor                   |
| ---- | ------------------------------ | ----------------------- |
| 1.   | Mr. Crewe's Career             | Winston Churchill       |
| 2.   | The Barrier                    | Rex Beach               |
| 3.   | The Trail of the Lonesome Pine | John Fox, Jr.           |
| 4.   | The Lure of the Mask           | Harold MacGrath         |
| 5.   | The Shuttle                    | Frances Hodgson Burnett |
| 6.   | Peter                          | F. Hopkinson Smith      |
| 7.   | Lewis Rand                     | Mary Johnston           |
| 8.   | The Black Bag                  | Louis J. Vance          |
| 9.   | The Man from Brodney's         | George Barr McCutcheon  |
| 10.  | The Weavers                    | Gilbert Parker          |

| 1909 | 1909                           | 1909                   |
| #    | Titlu                          | Autor                  |
| ---- | ------------------------------ | ---------------------- |
| 1.   | The Inner Shrine               | Anonymous (Basil King) |
| 2.   | Katrine                        | Elinor Macartney Lane  |
| 3.   | The Silver Horde               | Rex Beach              |
| 4.   | The Man in Lower Ten           | Mary Roberts Rinehart  |
| 5.   | The Trail of the Lonesome Pine | John Fox, Jr.          |
| 6.   | Truxton King                   | George Barr McCutcheon |
| 7.   | 54-40 or Fight                 | Emerson Hough          |
| 8.   | The Goose Girl                 | Harold MacGrath        |
| 9.   | Peter                          | F. Hopkinson Smith     |
| 10.  | Septimus                       | William J. Locke       |